# Unaza e Madhe

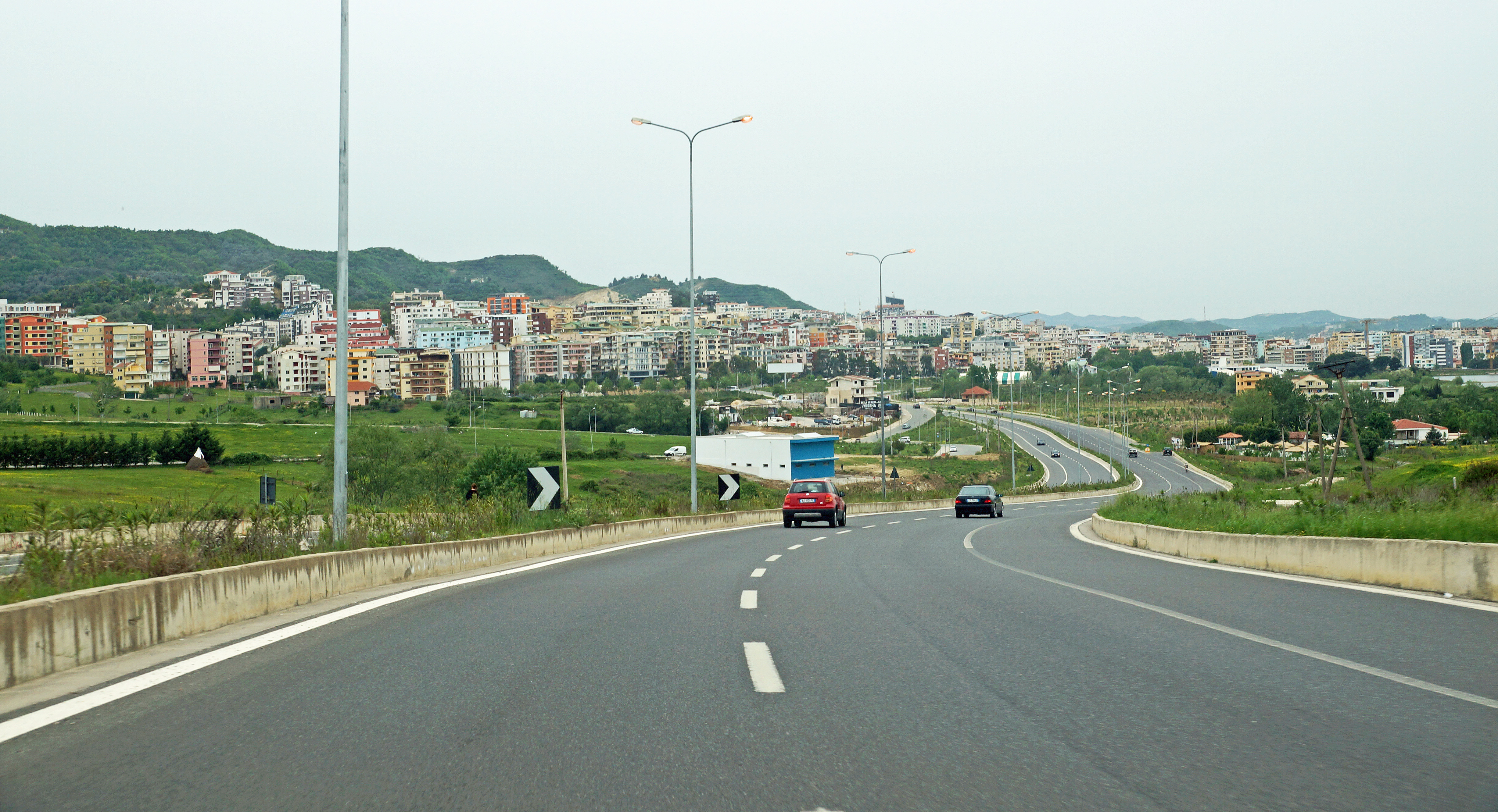
Unaza e Madhe am südöstlichen Stadtrand von Tirana

Die Unaza e Madhe (albanisch für „Großer Ring“) ist die Ringautobahn um die albanische Hauptstadt Tirana. Die Umfahrungsstraße ist rund 27 Kilometer, nach anderen Quellen 24 Kilometer oder sogar 28,7 Kilometer lang. Nachdem die Abschnitte im Westen und im Süden schon länger für den Verkehr freigegeben waren, wurden am 31. Dezember 2024 auch die letzten rund acht Kilometer im Osten und Norden eröffnet. 
Die Europastraße 852 verläuft über Teile der Unaza e Madhe, die zugleich auch Teil der Autostrada A3 sind.

## Verkehrsplanung

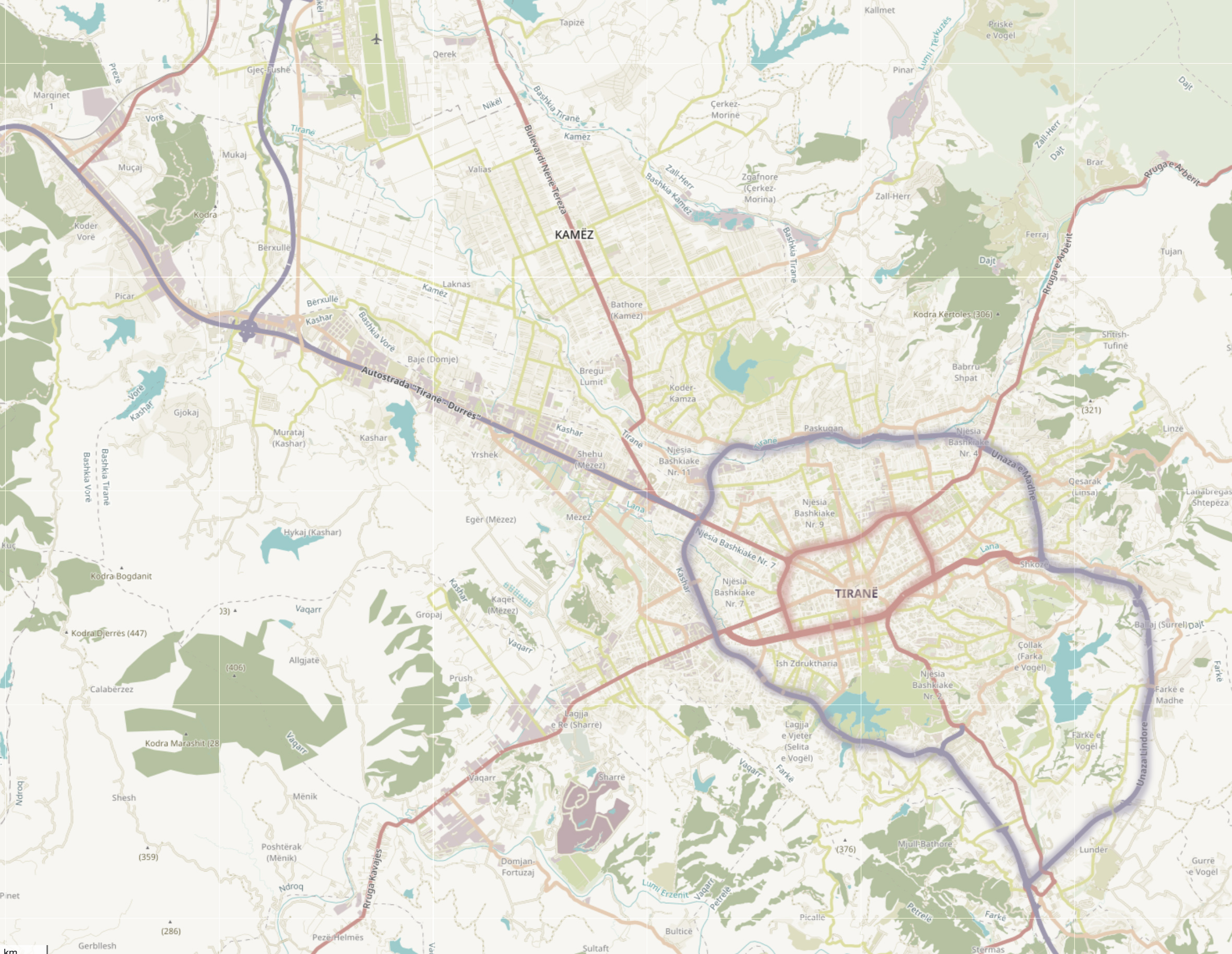
Karte der Ringstraßen und weiterer wichtiger Verkehrsachsen in der Region Tirana

Der Äußere Ring ist von großer Bedeutung für die Stadtentwicklung Tiranas. Die Verkehrsplaner gehen damit drei große Probleme an:
Einerseits erfährt Tirana einen grundlegenden Wandel und einhergehend einen sehr starkes Verkehrswachstum. Noch 1990 war in Albanien der Privatbesitz von Motorfahrzeugen verboten. Zwischenzeitlich ist nicht nur die Zahl der Fahrzeuge sehr stark gestiegen, auch die Einwohnerzahl in der Hauptstadtregion hat sich vervielfacht. Im dicht bebauten Häusermeer Tiranas führte das auf den oft engen Straßen zu vielen Staus.
Die Entwicklung von Bevölkerung und Wirtschaft hat weiter dazu geführt, dass sich die Stadt immer stärker ins Umland ausdehnt, wo neue Wohngebiete entstanden und sich viele Dienstleister, Fabriken, Baugewerbe und Institutionen angesiedelt haben. Somit verwandelte sich auch das Mobilitätsverhalten, das früher stark auf innerstädtischen Verkehr ausgelegt war.
Zudem war das Verkehrsnetz – mehrheitlich Straßenzügen aus der ersten Hälfte des 20. Jahrhunderts folgend – sehr radial ausgelegt. Sowohl der Innere Ring (albanisch Unaza e vogël), der um den Skanderbeg-Platz verläuft, als auch der Mittlere Ring um die Innenstadt waren unvollständig, der äußere Ring nur in Ansätzen umgesetzt. Dies führte dazu, dass viel Verkehr, darunter auch Transit und innerstädtischer Verkehr, sich durch das Stadtzentrum quälen musste und die Einfallsachsen wie auch der Mittlere Ring stark überlastet waren. Mit dem Bau der drei Ringe sollte dem Abhilfe geschaffen werden.
Darüber hinaus standem der ganze Verkehr von und nach der Hauptstadt nur zwei, drei Engpässe zur Verfügung. Die Unaza e Madhe löst das Problem der Flaschenhälse zwar nicht direkt, erhöht aber die stadtseitige Kapazität im Straßennetz und verteilt den Verkehr tangential.:2 f.

## Planungs- und Baugeschichte

### Planung
Mitte der 1980er Jahre wurde die Überarbeitung der Stadtplanung von 1957 in Angriff genommen und 1989 verabschiedet. Im neuen Plan war auch die Erstellung des Äußeren Rings vorgesehen. Verkehrstechnisch war die Unaza e Madhe damals vor allem für den Schwerverkehr gedacht.
Umgesetzt wurde die Unaza e Madhe damals aber nicht. Einzig ein etwas mehr als zwei Kilometer langes Teilstück im Westen der Stadt wurde Ende der 1990er Jahre realisiert: Es verbindet die Ausfallachsen der Rruga e Durrës bei Lapraka und der Rruga e Kavajës bei Kombinati und damit Bereiche, wo sich damals schon die Stadt über den Ring ausgedehnt hatte.
Der Äußere Ring war auch in weiteren Stadtplanungskonzepten der Zeit nach dem Jahr 2000 vorgesehen und wurde in der Folge auch in die konkrete Planung zur Umsetzung aufgenommen.

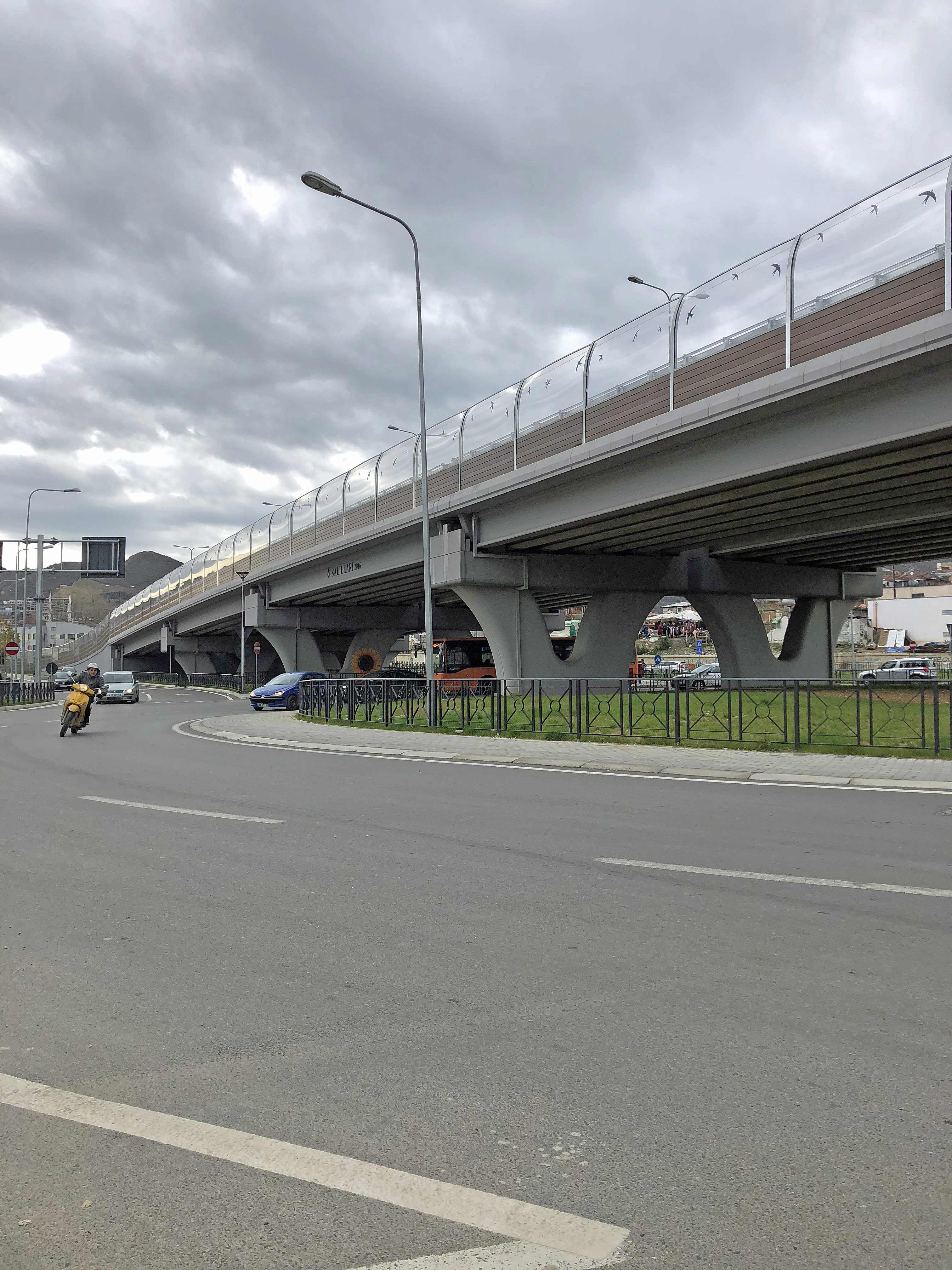
Überführung der Unaza e Madhe bei Kombinati

Der Bau der Autobahn Autostrada A3 von Tirana nach Süden in Richtung Elbasan erforderte nicht nur eine Umgehung der Innenstadt als tangentiale Verbindung entlang der geplanten Unaza e Madhe, sondern hatte auch Anpassungen am geplanten Verlauf der Ringautobahn zur Folge: Im Südosten wurde die Planung des Äußeren Rings zurückgestellt und durch eine Südost-Umfahrung viel weiter außen im ländlichen Raum ersetzt,:18, 39 so dass der gebaute respektive sich im Bau befindende Straßenverlauf nicht mehr viel Ähnlichkeit mit einem Ring hat.
Abgesehen von dieser Passage im Westen wurden zuerst weniger komplizierte Abschnitte im Süden realisiert, während sich die Umsetzung um dich besiedeltem Raum im Osten und Nordwesten hinzog.

### Bauphasen
Wie oben erwähnt wurde Ende der 1990er Jahre als erstes Teilstück die Verbindung von Lapraka (an der Achse nach Durrës und Nordalbanien) nach Kombinati (an der Achse nach Durrës Plazh) erbaut oder – nach anderen Quellen, die die Vollendung mit 2006 angeben – zumindest in Angriff genommen.
Die nächste Bauphase war die Verlängerung des westlichen Abschnitts nach Süden. Dieser rund acht Kilometer lange Abschnitt sollte vor allem auch der Erschließung der südlichen Stadtteile dienen. Schnell wurde die Planung angepasst zu einer Verbindung mit der Autostrada A3. Der Bau wurde 2011 in Auftrag gegeben, zog sich aber hin. Viele Bewohner, die im dicht bebauten Westen Tiranas wegen der neuen Straße ihr Zuhause verloren, protestierten. Der Raum der Straße war – wie damals in Albanien üblich meist illegal – besetzt und bebaut worden. Über 250 Gebäude mussten weichen. Betroffen waren unter anderem auch 70 Roma-Familien im Stadtteil Selita, die ihr Zuhause verloren. Die Vertreibung der Bewohner erreichte internationales Aufsehen. Zudem kam es in diesem Bauabschnitt zu Korruptionsvorwürfen.

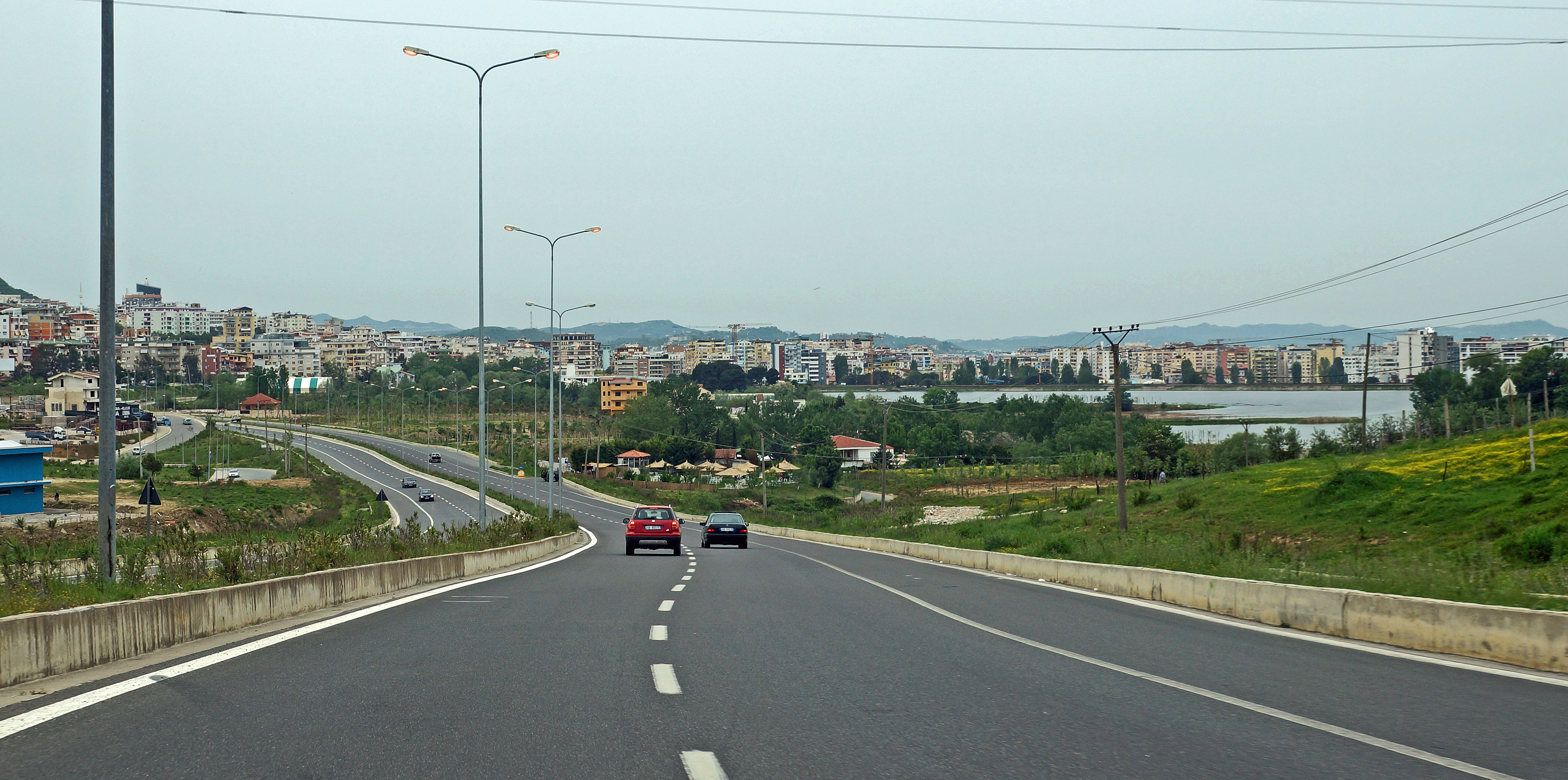
Das Teilstück bei Sauk kurz nach der Eröffnung

Ein erster Abschnitt führte vom Autobahnende beim Tirana East Gate (TEG) entlang von und durch Sauk nach Norden bis zum Künstlichen See/Zoo. Im September 2017 wurde auch der Lückenschluss vom See bis zur Rruga e Kavajës für den Verkehr freigegeben, womit ein erster und wichtiger Teil der Umfahrung von Nordwesten bis Süden in Betrieb war.

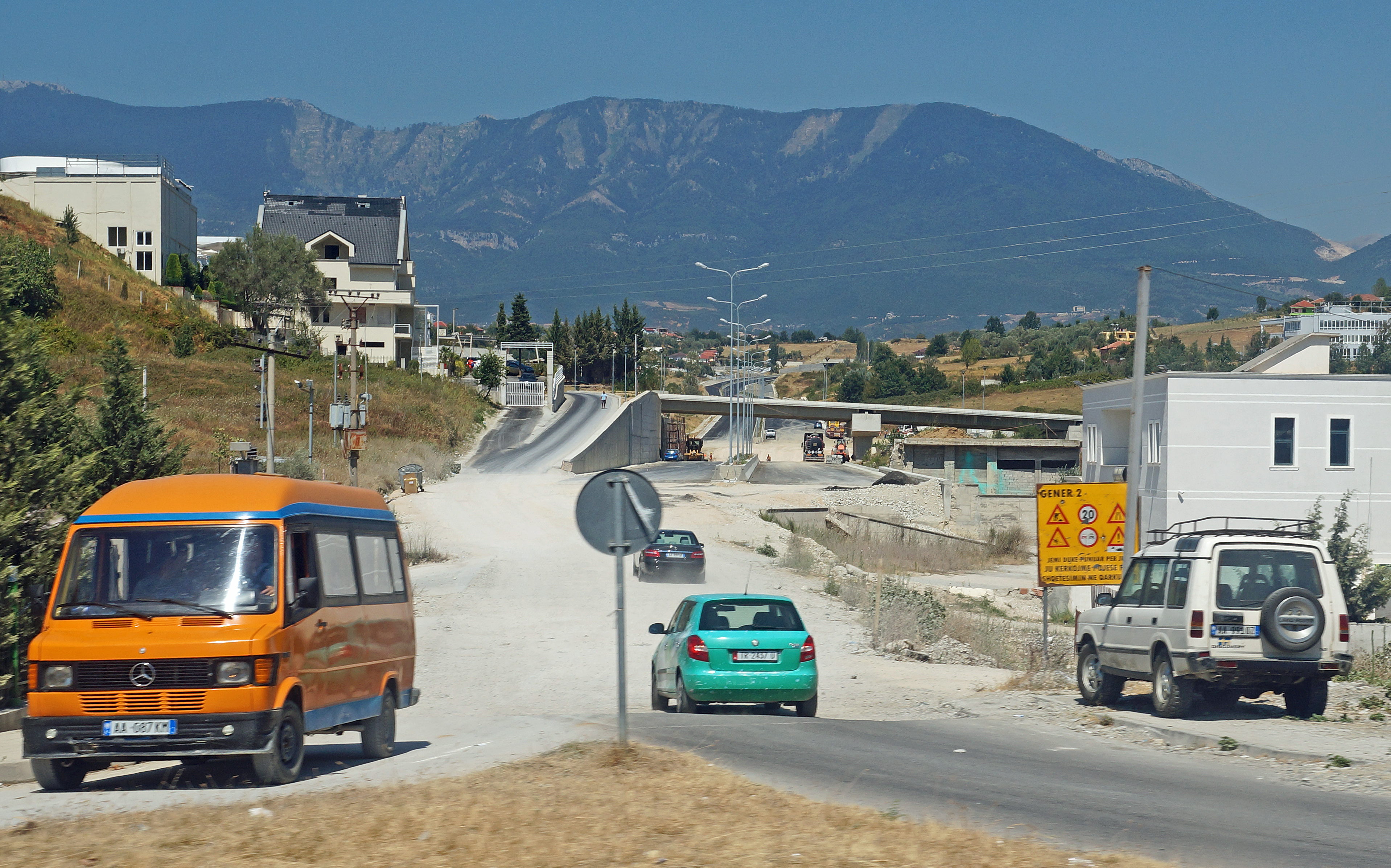
Bauarbeiten in Richtung Osten beim TEG 2017

Anschließend wurde von der Autostrada A3 beim TEG nach Nordosten weitergebaut. Auch hier wurde die Umfahrung abschnittsweise realisiert: Im Dezember 2017 wurde der Abschluss der Arbeiten am Teilstück TEG nach Farka bekanntgegeben. Für den Verkehr freigegeben wurde das Teilstück aber erst im März 2021. Anders bei der Verlängerung von Farka ins Stadtzentrum, das einspurig schon ab Oktober 2021 genutzt werden konnten, obwohl die Arbeiten nicht abgeschlossen waren.

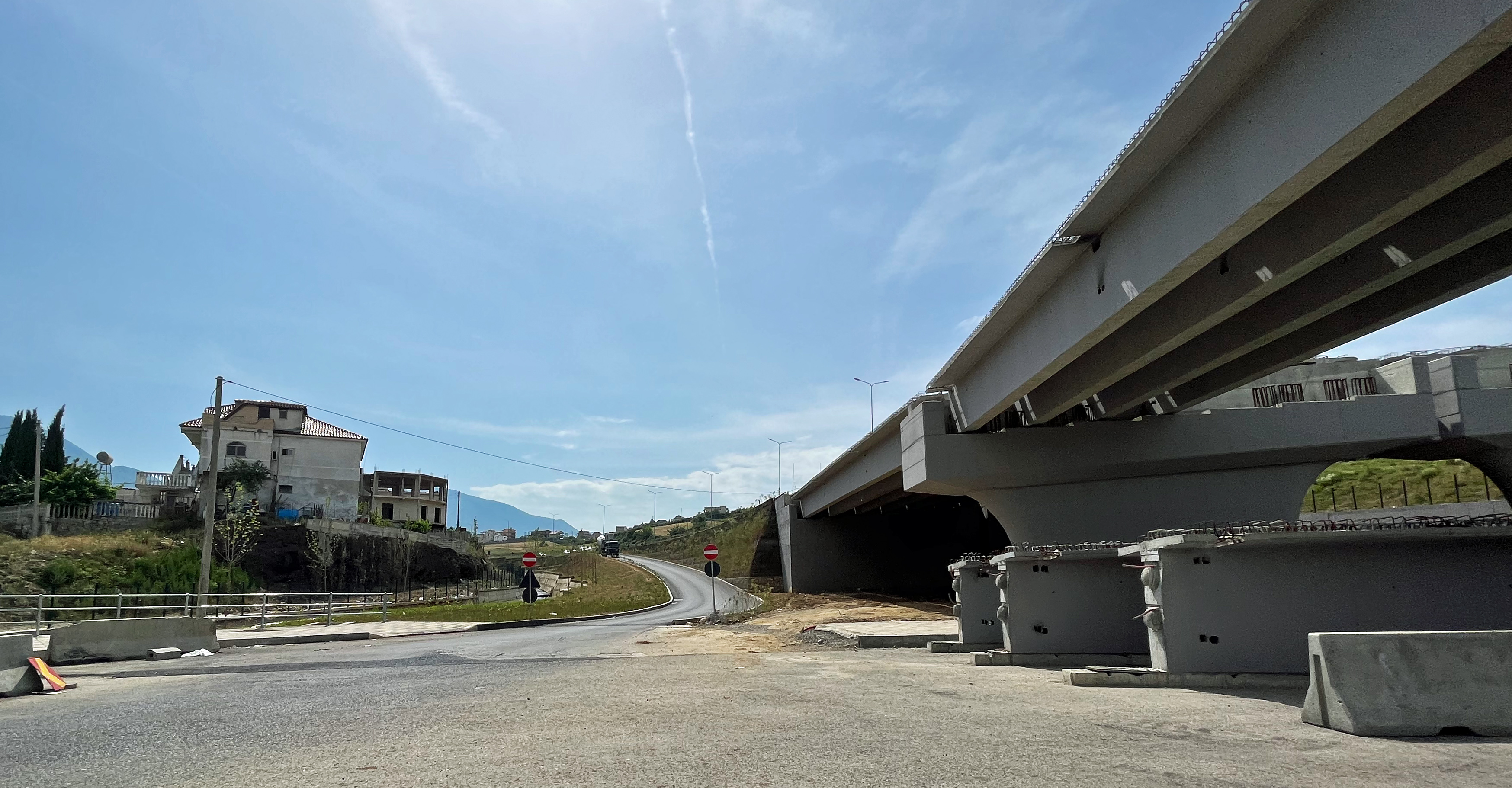
Bauarbeiten 2022 im Osten am vorläufigen Ende der Straße

Die weiteren Abschnitte der Ringautobahn im Norden und Nordosten wurden von Protesten begleitet, die immer wieder zu Verzögerungen führten: Gegen 840 Familien verloren ihr Zuhause. Rund 300 Familien in Lapraka protestierten gegen unzureichende Entschädigungen, in Paskuqan forderten die Bewohner von 100 betroffenen Häusern eine Verlegung der Trasse. Bei der Verbreiterung des ersten Teilstücks in Astir im Westen, wofür 317 Gebäude abgerissen werden mussten, kam es zu gewaltsamen Auseinandersetzungen mit den Sicherheitskräften. Abrissarbeiten mussten an manchen Orten unter Polizeischutz vorgenommen werden. Auch der Abriss eines großen Monuments in Form des albanischen Nationaladlers am Stadteingang, um Platz für die Ringautobahn zu schaffen, führte zu politischen Diskussionen.
Schrittweise wurden immer wieder bestehende Teilstücke ausgebaut. So ist beispielsweise die Abzweigung beim TEG seit 2022 kreuzungsfrei. Bedeutende, Anfang 2024 noch andauernde Arbeiten betrafen die Abschnitte im Nordwesten mit dem ältesten Stück der Umfahrung, die zur mehrspurigen, richtungsgetrennten Autobahn mit Parallelstraßen ausgebaut wurde, und die Kreuzung am „Shqionja“-Platz respektive Ende Autobahn von Durrës, wo kreuzungsfreie Ein- und Ausfahrten zur Unaza e Madhe mit mehreren Unterführungen im Bau waren.
Ende Dezember 2024 wurde der Ringschluss mit der Eröffnung des Abschnitts im Norden und Nordosten abgeschlossen. Die Arbeiten waren zu diesem Zeitpunkt gemäß Regierungsangaben zu 95 % abgeschlossen. So waren einige Brückenbauten sowie Zu- und Abfahrten im Bereich Kinostudio und in Lapraka noch nicht fertig.

### Kosten
2021 wurden die geschätzten Gesamtkosten für die Ringautobahn mit 291 Millionen Euro angegeben, Ende 2022 mit 373 Millionen Euro.

## Abschnitte
Die folgende Beschreibung der Strecke beginnt im Nordwesten und folgt dem historischen Verlauf der Bauabschnitte.

### Nordwesten: „Shqiponja“-Platz

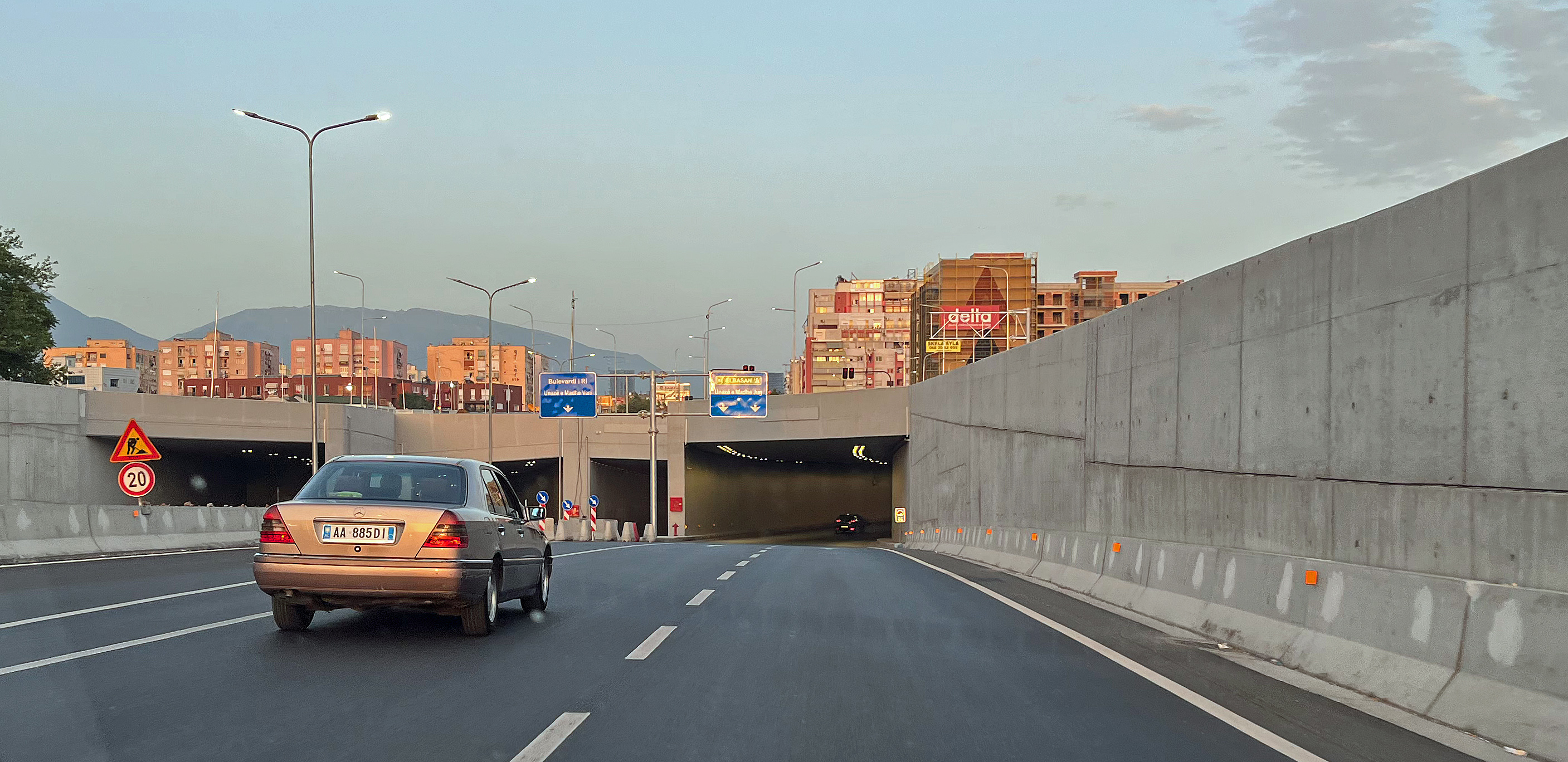
Unterführung am Shqiponja-Platz mit Einfahrt von Nordwesten in den Ring

Im Nordwesten der Stad im Viertel Lapraka endet die SH2 und damit die wichtigsten Achsen aus dem Rest des Landes: Die Autobahn von Durrës und Südalbanien, in die hier auch die SH1 aus Nordalbanien einmündet. Sie dient auch als Zubringer bedeutender Vororte wie der Stadt Kamza und Kashar sowie vom Flughafen. Die Kreuzung dieser Achse, die direkt ins Stadtzentrum führt, mit der Unaze e madhe gehört zu den verkehrsreichsten der Stadt. Fünf Unterführungen führen die Ausfallachse und die Ringautobahn unter der Kreuzung durch oder verbinden kreuzungsfrei die Unaza e Madhe mit der Autobahn. Ebenerdig wird der Verkehr durch Ampeln geregelt.

### Nordwesten: Astir
Die Verbindung vom „Shqiponja“-Platz in Lapraka nach Süden führt durch das Neubauviertel Astir, das erst richtig durch den Bau des ersten Teilstücks nach der Jahrtausendwende entstanden ist. Die Straße wurde hier mehrfach ausgebaut und erweitert. Heute führt sie als Autobahn durch das Häusermeer und unterquert bei Astir eine kreuzende Straße. Auf- und Abfahrten führen auf die parallel verlaufenden Zubringerstraßen.
Eine 2024 erbaute Brücke ermöglicht dem lokalen Verkehr das Queren der Autobahn.
Die Achse der Rruga e Kavajës, die das Zentrum Tirana mit dem Außenviertel Kombinati verbindet, wird mit einer Brücke gequert. Von hier aus ist die Innenstadt auf breiten Straßen verbunden.

### Westen: Selita / Tirana e Re

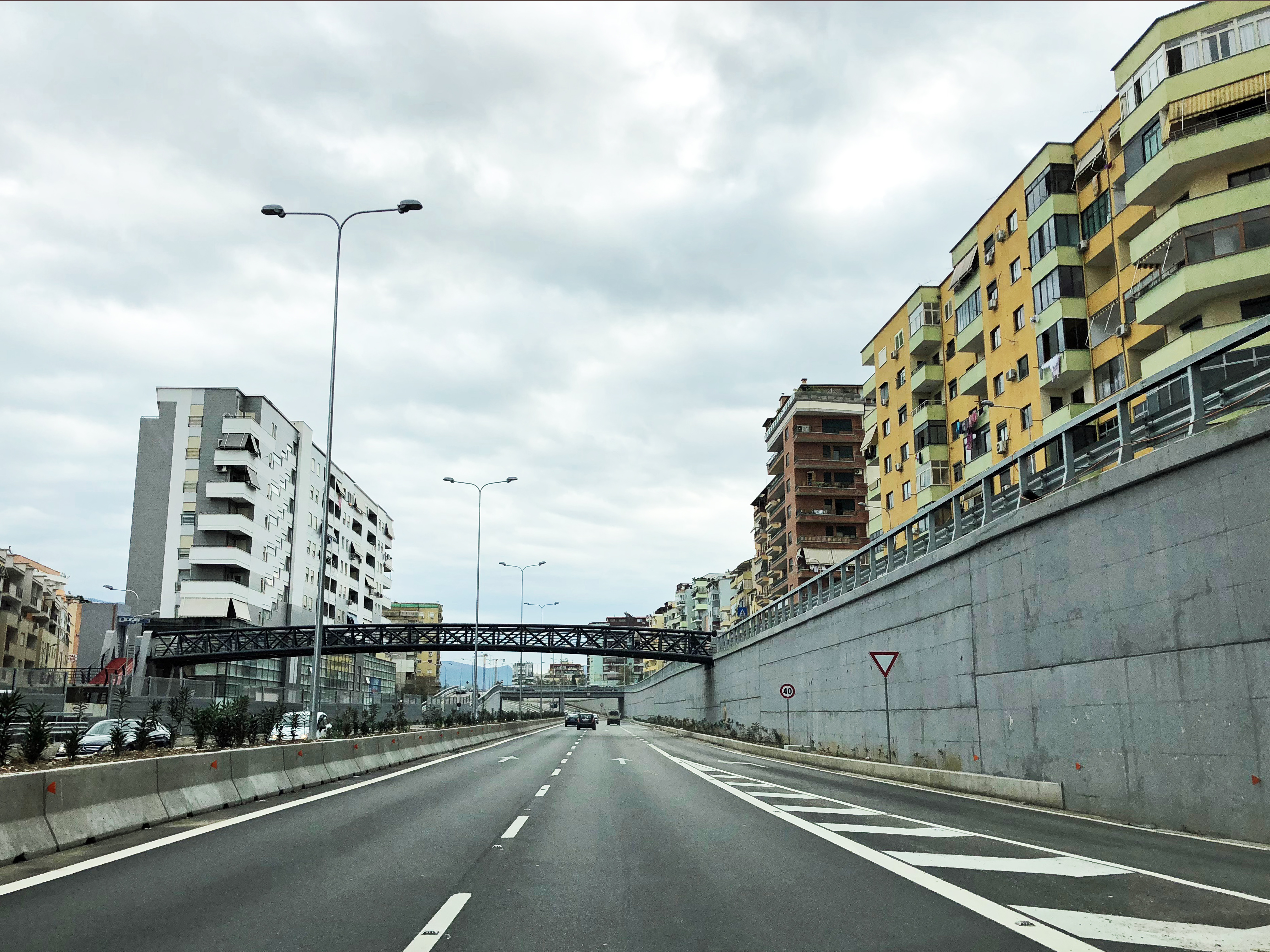
2017 erstelltes Teilstück der Unaza e Madhe im Westen von Tirana

Der dicht bebaute Westen Tiranas im Stadtviertel Selita wird in einem Graben durchquert, so dass der städtische Verkehr einfacher die Autobahn auf Straßen- und Fußgängerbrücke queren kann.
Ein Zubringer erschließt den Stadtteil Tirana e Re, der nächste befindet sich beim Zoo von Tirana, von wo aus die Innenstadt beim Blloku erreicht werden kann.

### Südwesten: Sauk

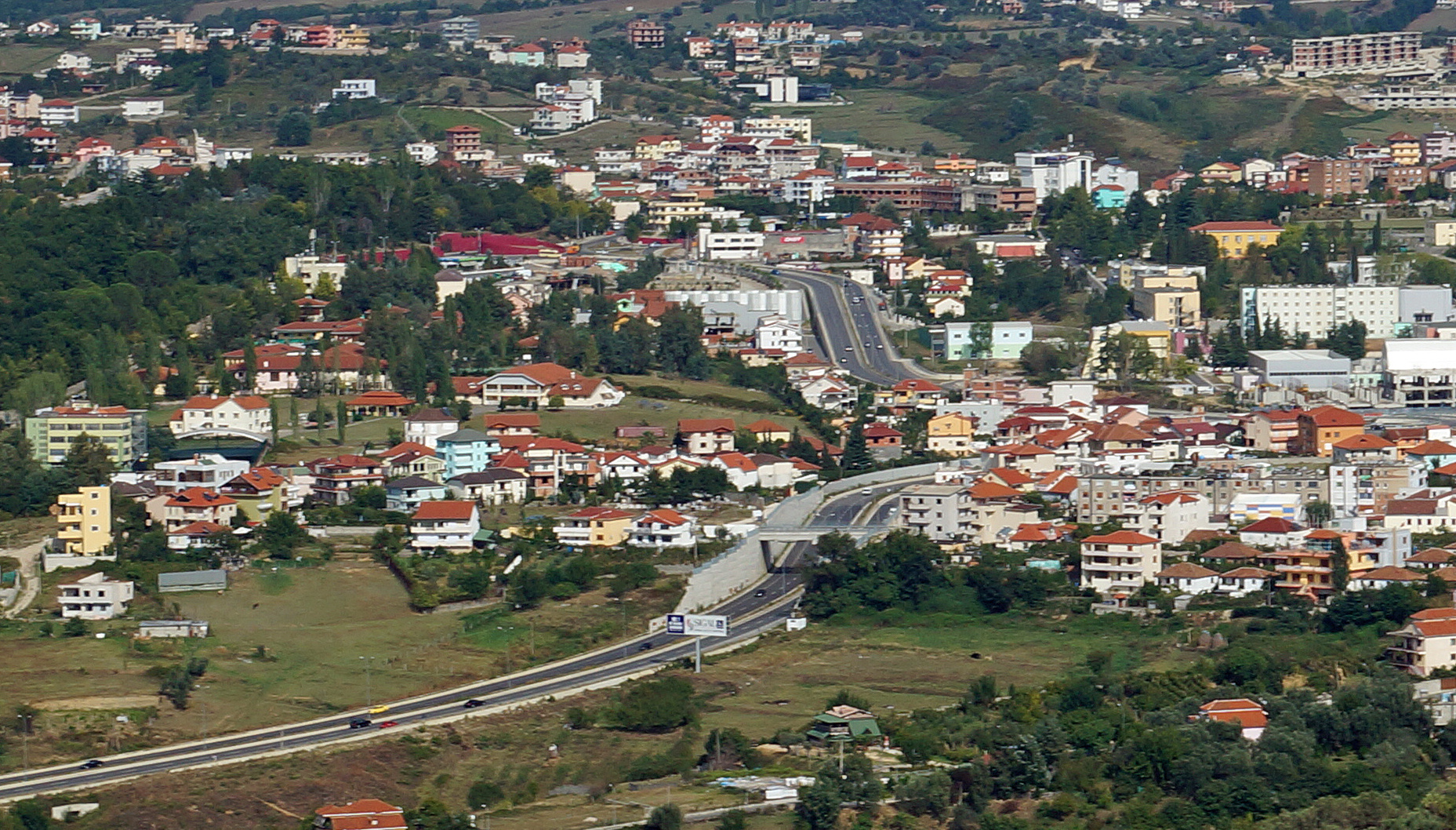
Unaze e Madhe in Sauk: unten links das Südweststück, das weiter nach Süden (rechts) führt, in der Bildmitte die originale Verbindung nach Osten

Ab dem Zoo folgt die Unaze e madhe dem Künstlichen See/Großen Park von Tirana und steigt dann nach Sauk hoch. Während die ursprüngliche Planung vorsah, dass der Äußere Ring sich von hier nach Osten wendet entlang dem Südrand der Stadt, führt die Straße weiter nach Süden bis ans südliche Ende von Sauk.
Eine Ausfahrt erschließt die Siedlungen am Südwestufer des Sees, zwei weitere den Vorort Sauk. Von der nördlicheren führt ein ausgebautes Straßenstück nach Osten bis zur Mutter-Albanien-Statue – einerseits eine Verbindung in den Südosten Tiranas, die Sauk vom Durchgangsverkehr entlastet, andererseits ein kurzes Stück des originalen Rings, das bis Shkoza im Osten von Tirana fortgesetzt werden könnte.
Das ländliche Gebiet entlang der Autobahn im Bereich von Sauk wird dank der Erschließung auch immer stärker entwickelt. Beim Tirana East Gate (TEG) quert der Straßenverlauf die SH3, die Passstraße nach Elbasan, und geht in die Autostrada A3 über als direkte Verbindung mit Südostalbanien.
Die Fortsetzung der Unaza e Madhe ist mittels Ausfahrt und Kreisverkehr erreichbar.

### Südosten: Farka / Autotraktorët

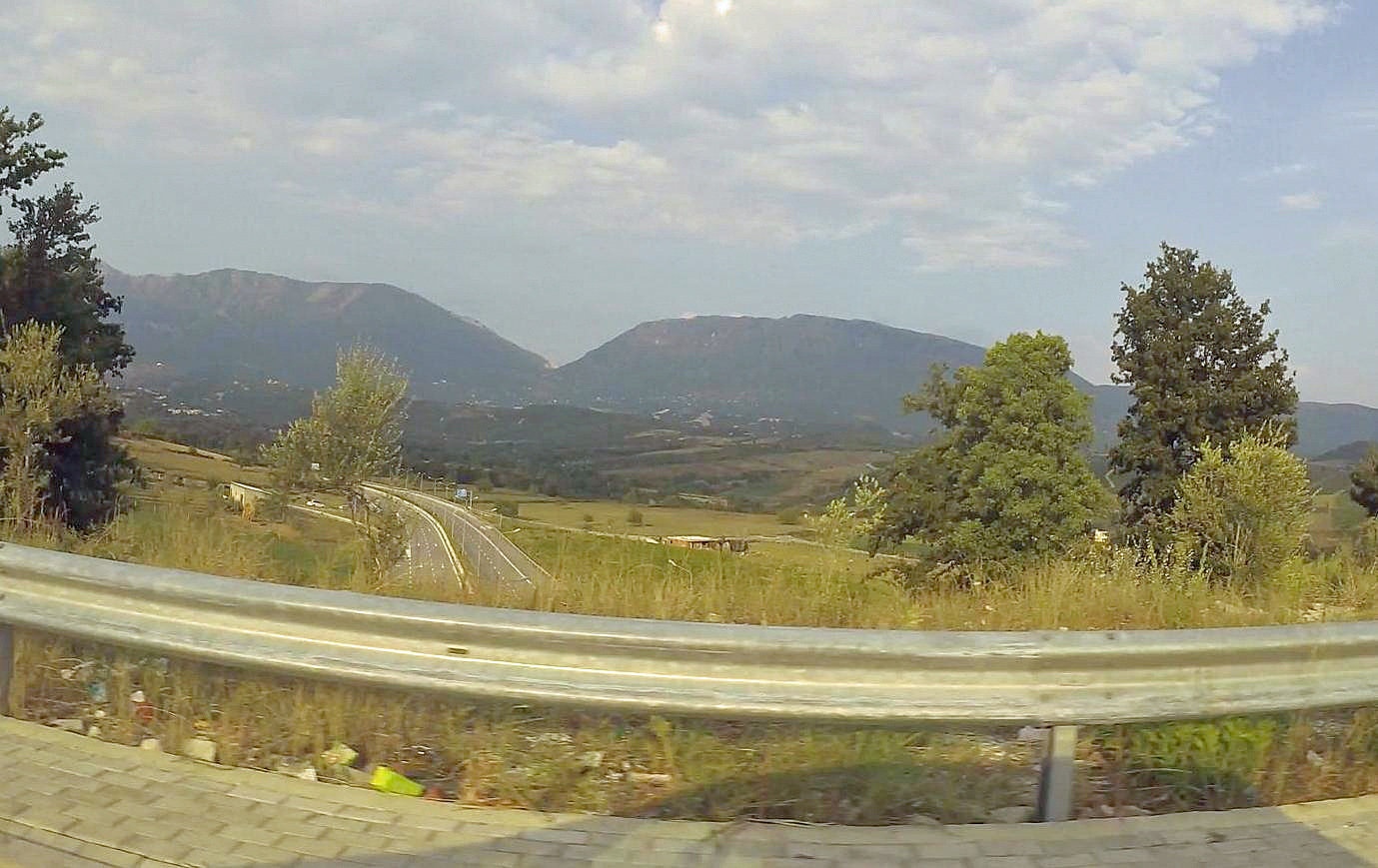
Südöstlicher Abschnitt bei Farka

Das Teilstück von der TEG-Kreuzung bis Farka ist in – noch – ländlich geprägter Umgebung und verläuft durch grüne Natur südlich des Farka-Sees. Ein kleiner Hügelzug wird in einem kurzen Tunnel gequert.
Die beiden Ortsteile von Farka verfügen über je eine Ausfahrt. In Farka e Madhe verläuft die Autobahn quer durchs Ortszentrum entlang des Hubschrauberstützpunkts der Luftwaffe.

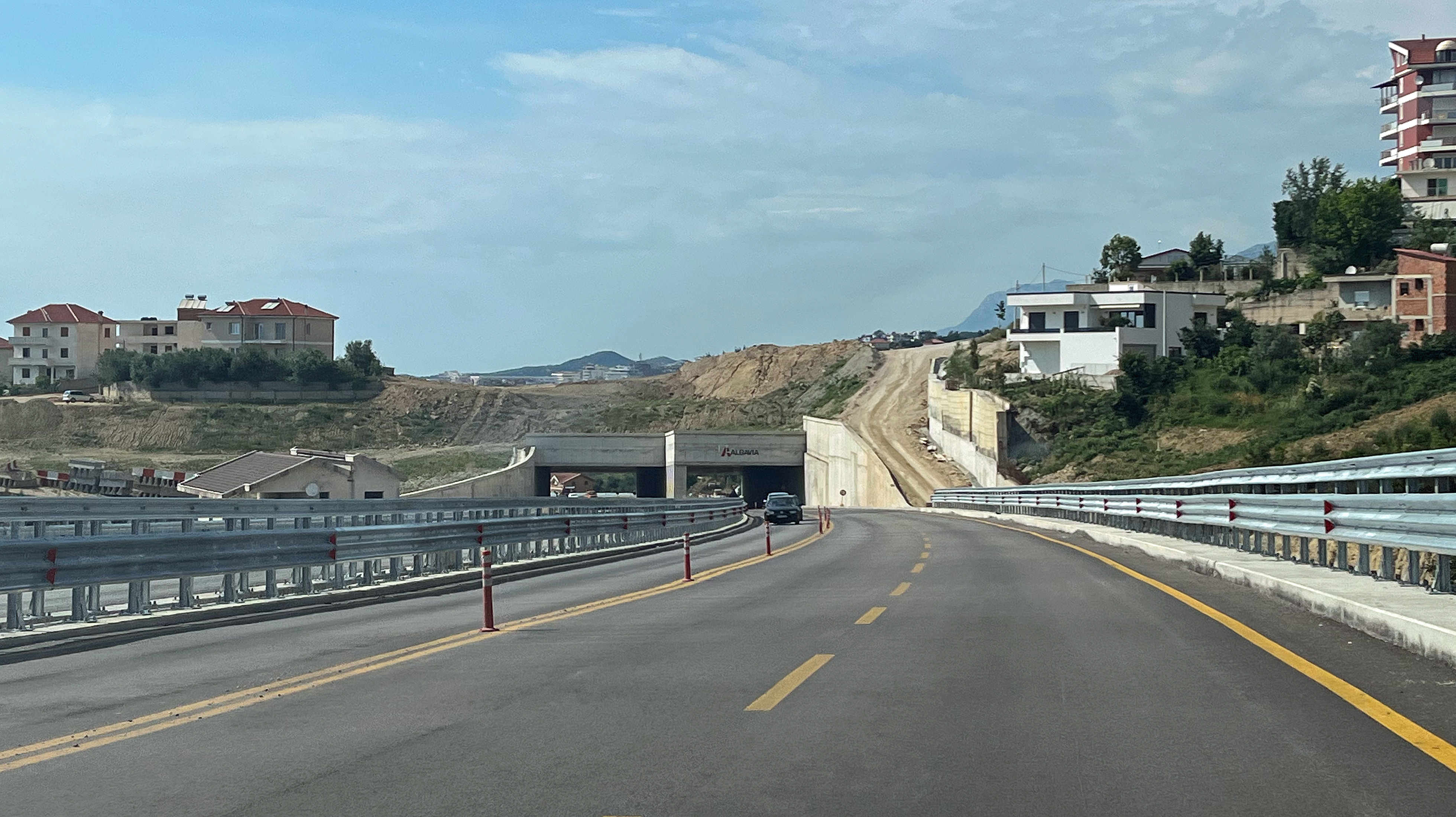
Kurzer Tunnel zwischen Farka und Traktorenfabrik

Im recht hügeligen Gelände zwischen Farka-See und Dajti waren weitere Kunstbauten notwendig. So wird ein weiterer kurzer Tunnel durchfahren. Anschließend führt die Fahrbahn in einer Linkskurve nach Westen ins Tal der Lana hinab und trifft nach Passieren der Traktoren-Fabrik auf den Fluss.
2024 endete die Straße hier in Shkoza an einem Kreisverkehr, der unten von der Lana und oben von der Autobahn gequert wird. Von hier aus besteht entlang der Lana eine schnelle Verbindung in die Innenstadt.

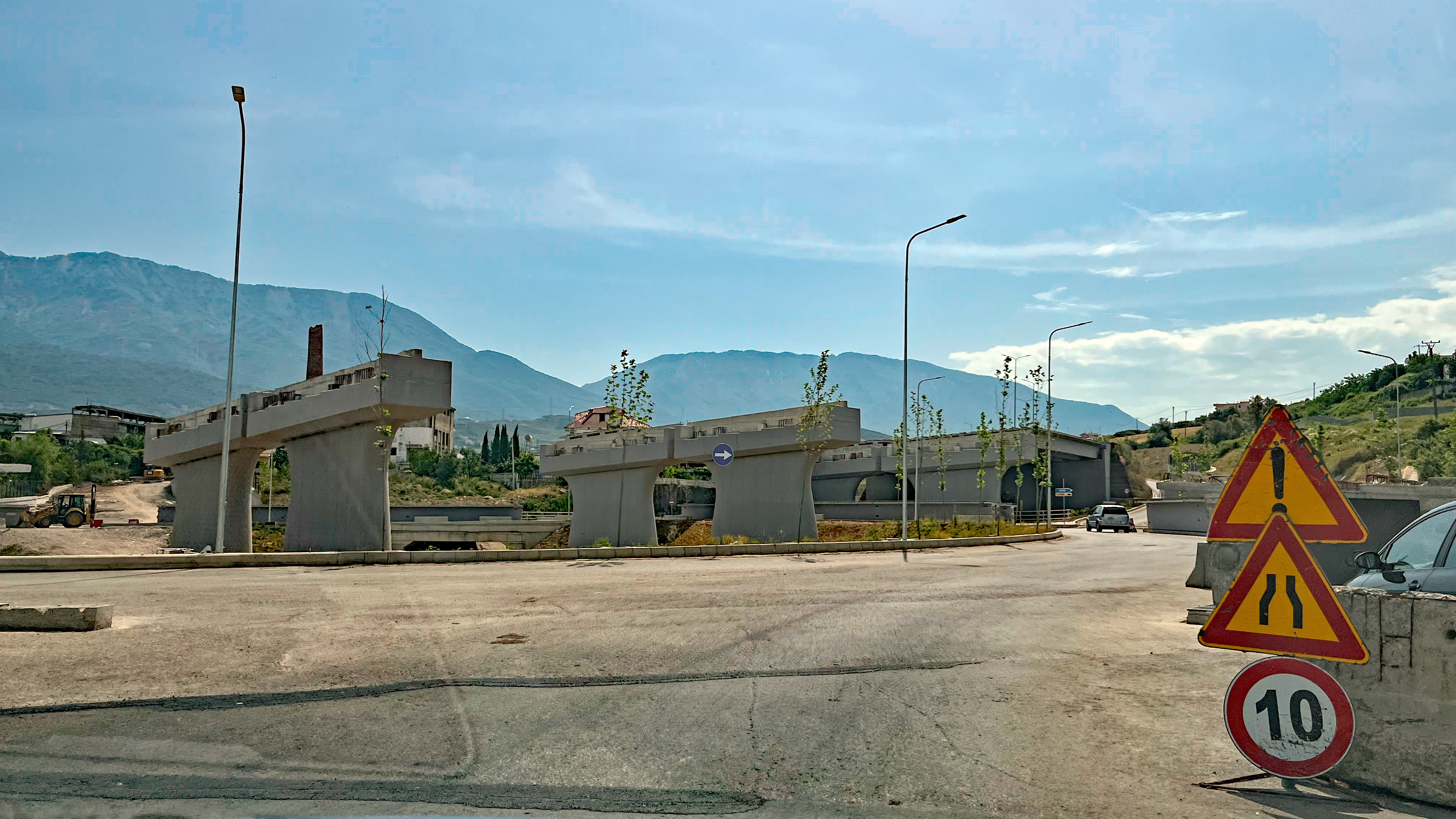
Bauarbeiten 2022 im Osten am vorläufigen Ende der Straße

Die Ringautobahn wird mittels eines geschwungenen, 420 Meter langen Viadukts über Kreisverkehr und Fluss geführt und setzt sich nach Norden fort.

### Nordosten: Kinostudio / Porcelani / Dajt / Fresku
Die recht dicht besiedelten Gebiete im Osten der Stadt am Fuße des Dajti benötigten den Abriss zahlreicher Häuser. Zwischen dem Stadtviertel Kinostudio und Porcelani einerseits und dem Ort Dajt anderseits durchführend, zieht sich die Trasse nach Norden. Der genaue Verlauf war oft unklar, was mitunter zur Bebauung der Trasse führte.
Bei der Zufahrt nach Dajt (Fresku), der SH54, entstand ein weiterer Zubringer mit Kreisverkehr über der Autobahn.
Im Folgenden führt die Straße nach Nordwesten und quert den Zubringer zur Rruga e Arbërit (SH61). Dank der Ringstraße ist diese Verbindung nach Ostalbanien ebenfalls ohne Fahrt durch die Innenstadt erreichbar.

### Norden: Tirana-Fluss / Paskuqan / Lapraka

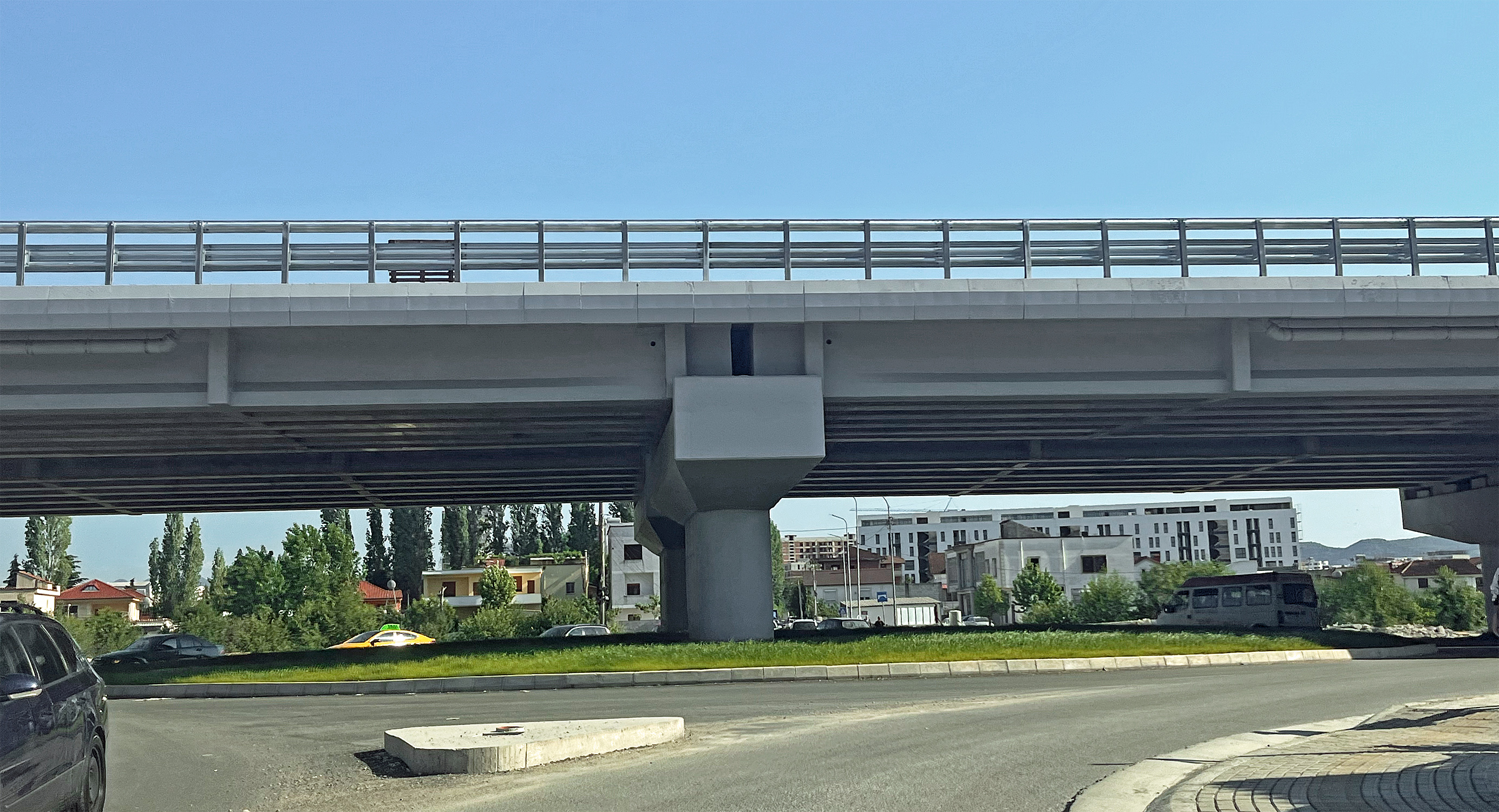
Überführung in Paskuqan

Im weiteren Verlauf nach Westen verläuft die Unaza e Madhe mehrheitlich am Nordufer des Tirana-Flusses. Der rund sieben Kilometer lange Abschnitt erschließt die nordöstlichen und nördlichen Stadtteile sowie Vororte nördlich des Flusses wie Paskuqan und Babruja (zwei Zubringer). Einen direkten Anschluss an den Bulevardi i Ri (nördlicher Teil der Nord-Süd-Achse von Tirana in Fortsetzung des Bulevardi Dëshmorët e Kombit) und eine direkte Verbindung nach Kamza fehlen – beide Anschlüsse waren zumindest in früheren Planungsphasen vorgesehen.
Die Brücke über den Tirana-Fluss im Nordosten ist 280 Meter lang, diejenige im Nordwesten 130 Meter lang. Nordöstlich der zweiten Brücke wurde die Verbindungsstraße Kamza–Paskuqan hangwärts verlegt, so dass sie nicht zwei Mal innerhalb von 600 Metern die Autobahn quert. Dies hatte aber den Abriss weiterer Wohnhäuser zur Folge. Das Gebiet zwischen Autobahn und Fluss wird von der Verbindungsstraße mittels einer neuen Überführung für Fußgänger erschlossen.
Mit der Passage ehemaliger Fabrikgelände am Südufer des Flusses und des Stadtteils Lapraka, wo die Zufahrten zu Jahresbeginn 2025 noch nicht vollendet waren, ist der Ringschluss vollendet.